# Nika
Nika

## Izvor in pomen imena
Ime Nika je različica ženskega osebnega imena Nikolaja.

## Slovenske različice
- moške različice so imena: Nikolaj, Niko, Nik.
- ženske različice imena: Nikolina, Nikica

## Pogostost imena
Po podatkih Statističnega urada Republike Slovenije je 1. januarja 2014 v Sloveniji živelo 6.619 žensk z imenom Nika, kar to ime uvršča na 33. mesto.

## Osebni praznik
V koledarju je ime Nika uvrščeno k imenu Nikolaj.

## Slavni nosilci imena
- Nika Futterman, ameriška pevka (1977-)
- Nika Perunović, slovenska pevka (1983-)
- Nika Turković, hrvaška pevka (1995-)

Nika Zorjan, slovenska pevka ( 1993-